# Dichapetalum minutiflorum
Dichapetalum minutiflorum är en tvåhjärtbladig växtart som beskrevs av Adolf Engler och Ruhl.. Dichapetalum minutiflorum ingår i släktet Dichapetalum och familjen Dichapetalaceae. Inga underarter finns listade i Catalogue of Life.